# Avenida Rivadavia (canción de Manal)
«Avenida Rivadavia» es una canción del grupo de rock argentino Manal. Es la tercera canción de su homónimo álbum editado en 1970.

## Composición

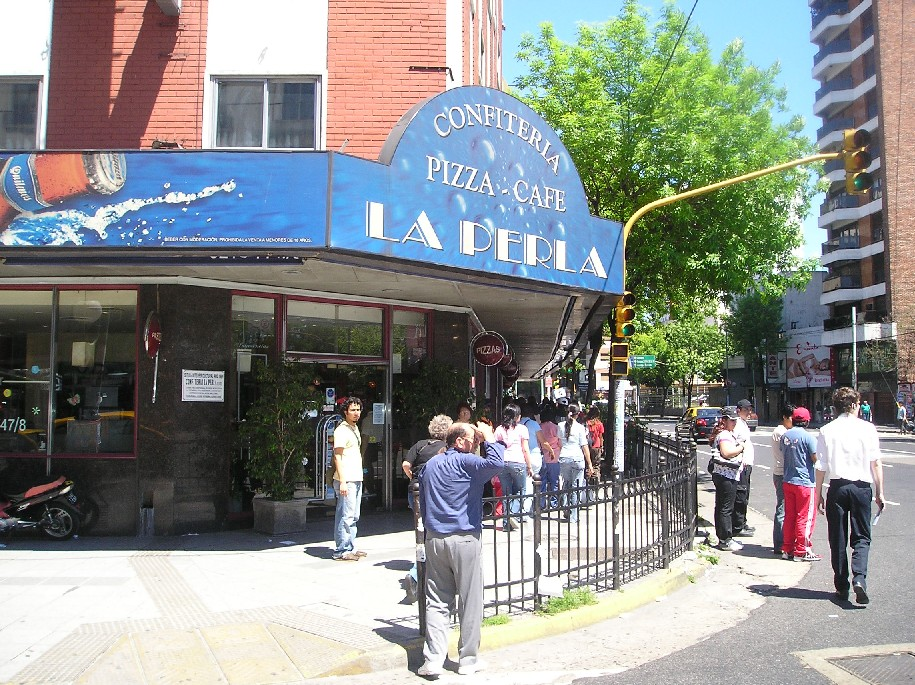
La Perla del Once se encuentra sobre la Avenida Rivadavia, en este local se compuso la primera canción que dio origen al movimiento del rock argentino, "La balsa".

"Avenida Rivadavia" tiene la particularidad de ser el único tema en el que Alejandro Medina es la voz líder, con reminiscencias de soul en su canto. Su arreglo combina elementos de rock y blues con un tratamiento rítmico y tímbrico propio del jazz. La secuencia armónica parte de la estructura de un blues menor, pero deriva hacia otros grados de la tonalidad. El solo de guitarra usa, como en "Avellaneda Blues", fraseología propia de ese género, y el bajo y la batería tocan en swing. En ambos temas, además, título y letra mencionan explícitamente lugares y situaciones propias de la geografía y la cotidianidad porteñas, como la mismísima Avenida Rivadavia.
De hecho, el tema fue compuesto en el bar El Cóndor (actualmente El Coleccionista –uno de los Bares Notables de la ciudad–), ubicado sobre la propia arteria urbana, en el tramo que atraviesa el barrio de Caballito, frente al Parque Rivadavia.

## Grabación
Al igual que las otras canciones del álbum Manal, "Avenida Rivadavia" se grabó en 1970 en los Estudios TNT, ubicados en la calle Moreno casi Avenida 9 de julio. El técnico de grabación fue Tim Croatto, exmiembro de Los TNT. La grabación de la canción contó con: Javier Martínez en batería, Claudio Gabis en guitarra eléctrica y piano, y Alejandro Medina en bajo eléctrico y voz.

## Publicaciones
"Avenida Rivadavia" fue publicada en el aclamado álbum Manal de 1970, luego fue lado B del sencillo "Jugo de tomate" de 1970, años después apareció en el álbum doble Manal de 1973. Fue registrada tres veces en vivo, en Manal en Obras de 1982, en Manal en vivo de 1994, en En vivo en el Roxy de 1995 (sin Claudio Gabis), y en Vivo en Red House de 2014.

## Créditos
Manal
- Javier Martínez: batería
- Claudio Gabis: guitarra eléctrica
- Alejandro Medina: bajo eléctrico y voz

Otros
- Jorge Álvarez y Pedro Pujo: productores
- Salvador y Tim Croatto: técnicos en grabación